# Кавшири
Кавшири (груз. კავშირი) — село в Грузии, в муниципалитете Лагодехи края Кахетия. 

## География
Село расположено в восточной части края, в 3 километрах по прямой к юго-западу от центра муниципалитета Лагодехи. Высота центра — 400 метров над уровнем моря.

## Население
По данным переписи населения 2014 года, в селе проживало 433 человека.
| Год  | Население | Мужчины | Женщины |
| ---- | --------- | ------- | ------- |
| 2002 | 677       | 330     | 347     |
| 2014 | 433       | 209     | 224     |